# Distretto di Outhoumphone
Il distretto di Outhoumphone è uno dei quindici distretti (mueang) della provincia di Savannakhet, nel Laos. Ha come capoluogo la città di Outhoumphone.